# Ялма (приток Суры)
Ялма — река в России, протекает в Сергачском и Пильнинском районах Нижегородской области. Устье реки находится в 104 км по левому берегу реки Сура. Длина реки составляет 27 км, площадь бассейна — 152 км².
Исток реки в Сергачском районе южнее деревни Братцевка (Воскресенский сельсовет). Река течёт на северо-восток по безлесой местности, в среднем течении перетекает в Пильнинский район. Протекает деревни Братцево, Свириповка, сёла Воскресенское и Качалово (Сергачский район); деревню Ялма и село Бортсурманы (Пильнинский район). Притоки — Чёрная (левый), Буянка (правый). Ниже села Бортусманы входит в низменную долину Суры, где дробится на рукава и образует старицы. Впадает в Суру несколькими рукавами.

## Данные водного реестра
По данным государственного водного реестра России относится к Верхневолжскому бассейновому округу, водохозяйственный участок реки — Сура от устья реки Алатырь и до устья, речной подбассейн реки — Сура. Речной бассейн реки — (Верхняя) Волга до Куйбышевского водохранилища (без бассейна Оки).
Код объекта в государственном водном реестре — 08010500412110000040087.